# Hypolimnas coerulans
Hypolimnas coerulans är en fjärilsart som beskrevs av Hans Fruhstorfer 1912. Hypolimnas coerulans ingår i släktet Hypolimnas och familjen praktfjärilar. Inga underarter finns listade i Catalogue of Life.